# Vitória Cadmeana

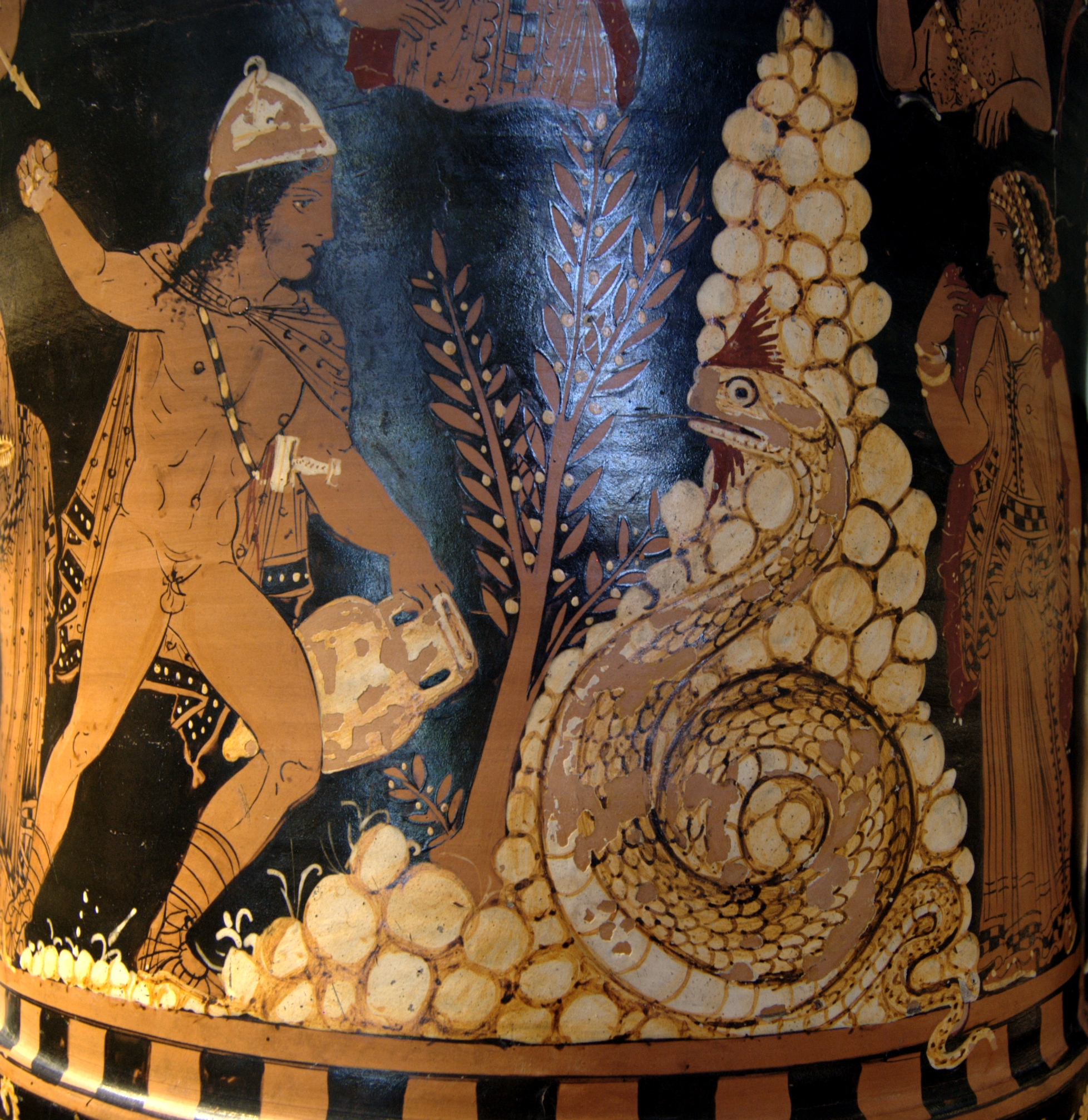
Cadmo esquartejando o dragão-d'água.

Vitória Cadmeana (Grego: Kadmeia Nike), ou Vitória de Cadmo, é um tipo de vitória trágica que pressupõe a queda e efetiva ruína da entidade vitoriosa.
O evento é atribuído a Cadmo (Grego: Kadmos), o lendário fundador da cidade de Tebas e da região da Beócia e introdutor do alfabeto na Grécia.  De acordo com a mitologia grega, Cadmo, na tentativa de estabelecer a cidade, exigiu aos seus seguidores que lhe trouxessem água divina de uma fonte guardada por um dragão-d'água, em forma semelhante à Hidra de Lerna. Cadmo enviou os seus seguidores para assassinarem o dragão, tendo todos eles morrido. Apesar de Cadmo eventualmente ter reclamado vitória, esta acabou por ser obtida à custa das vidas de todos os homens que seriam preponderantes na colonização da terra.
Este sentimento agridoce de vitória tornou-se desde então significativamente popular nas narrativas épicas, fantásticas e fictícias ocidentais. A vitória cadmeana é também, de certa forma, referenciada na pequena piada relativa à carteira e ao dinheiro: a pessoa possui o dinheiro para comprar uma carteira, mas ao comprá-la deixa de ter dinheiro para pôr na carteira, tornando-a inútil.
A expressão "vitória cadmeana", de resto, foi entrando em desuso, tendo sido amplamente substituída pela expressão "Vitória Pírrica", que possui uma conotação semelhante.